# Joven decadente
Joven decadente es una pintura al óleo realizada por Ramon Casas en 1899 en París y que actualmente se halla expuesta en el Museo de Montserrat del monasterio de Montserrat.
Esta obra marca el reencuentro con las obras parisinas y, a diferencia de las que realizó durante su estancia en el Moulin de la Galette, pertenece a este nuevo período en que el pintor catalán representa a mujeres elegantes y cosmopolitas.